# Marie Lundberg
Marie Elisabeth Lundberg, född 5 mars 1971 i Toresunds församling i Strängnäs, är en svensk barnprogramsregissör, TV-producent och dokumentärfilmare.
Lundberg är uppvuxen i Skövde. Hon driver produktionsbolaget Svenska Barnprogram. som hon startade tillsammans med Linus Torell 2006. Sedan 1998 har hon varit verksam som regissör, producent och formatutvecklare av barnprogram främst för SVT där hon tidigare varit anställd. Bland produktionerna märks  Philofix, Doktorerna, Supershowen, Junk och Bilakuten.
Lundberg är även utbildad socionom.

## Familj
Lundberg är dotter till översten och kommunchefen Peter Lundberg samt mor till skådespelarna Kalle och Olle Einarsson och vidare kusin med journalisten Fredrik Lundberg.

## Filmografi
- Jag är Ziggy Dokumentär SVT[3]
- Mozart och mums mums Dokumentär SVT[4]
- Diagnosen Dokumentär SVT[5]

## TV-serier i urval
- Junk, Remakeserie för barn med Maria Westerberg för SVT
- Superdräkten, Remakeserie för barn SVT
- Bästa Bokstaven, Pedagogisk serie för barn SVT
- Pappa på förskolan, Humordrama för barn med Christoffer Nordenrot SVT
- Doktorerna, Barnprogram för SVT